# بوغدان بوبا
بوغدان بوبا (بالرومانية: Bogdan Popa)‏ هو لاعب جمباز روماني، ولد في 8 مارس 1984 في أراد في رومانيا.